# Claudel Legros
Jean Thomas Claudel Legros, né le 23 mai 1935 à Port-au-Prince et mort le 25 janvier 2018 à Bordeaux,, est un footballeur haïtien évoluant comme défenseur dans les années 1960-1970.

## Biographie
L'équipe d'Angoulême termine 7e du championnat de Division 2 et demi-finaliste de la Coupe de France en 1967-1968. La saison suivante, l'équipe remporte le barrage d'accession en Division 1. Au terme de son premier exercice, 1969-1970, l'équipe est 4e de D1.
Avec Angoulême, Claudel Legros dispute un total de six matchs en Division 1, et 126 matchs en Division 2, sans inscrire de but.
En 1970-1971, Legros rejoint le VS Chartres, entraîné par son ancien coéquipier d'Angoulême Max Samper.
Legros entraîne Angoulême puis Nîmes en 1972.
En 1974, Claudel Legros devient directeur technique de la sélection nationale d'Haïti pour la Coupe du Monde à Munich.

## Statistiques
| Saison                | Club                  | Championnat           | Championnat | Championnat | Coupe(s) nationale(s) | Coupe(s) nationale(s) | Total | Total |
| Saison                | Club                  | Division              | M.          | B.          | M.                    | B.                    | M.    | B.    |
| 1965-1966             | AS Angoulême          | D2                    | 34          | -           | 1                     | -                     | 35    | 0     |
| 1966-1967             | AS Angoulême          | D2                    | 32          | -           | 8                     | -                     | 40    | 0     |
| 1967-1968             | AS Angoulême          | D2                    | 31          | -           | 6                     | -                     | 37    | 0     |
| 1968-1969             | AS Angoulême          | D2                    | 29          | -           | 7                     | -                     | 36    | 0     |
| 1969-1970             | AS Angoulême          | D1                    | 6           | -           | -                     | -                     | 6     | 0     |
| Total sur la carrière | Total sur la carrière | Total sur la carrière | 132         | -           | 22                    | -                     | 154   | 0     |

## Palmarès
Barrages Division 1
- Vainqueur en 1969 avec Angoulême